# Serge Gainsbourg N° 4
N° 4 è il quarto album discografico del cantautore francese Serge Gainsbourg, pubblicato nel 1962.

## Tracce
1. Les Goémons - 2:37
2. Black Trombone - 2:36
3. Baudelaire - 2:26 (dalla poesia Le serpent qui danse di Charles Baudelaire)
4. Intoxicated Man - 2:35
5. Quand tu t'y mets - 1:50
6. Les Cigarillos - 1:46
7. Requiem pour un twisteur - 2:38
8. Ce grand méchant vous - 2:20 (testo di Gainsbourg e Francis Claude)